# Burg Hessenstein
Burg Hessenstein is een veertiende-eeuws kasteel, 1,7 kilometer ten zuidoosten van Ederbringhausen gelegen in de gemeente Vöhl in de Duitse deelstaat Hessen.
Burg Hessenstein werd in 1328 gebouwd door landgraaf Hendrik II als vervanging van de in 1277 verwoeste Burg Keseberg. In 1348 werd het kasteel onder druk van de aartsbisschop van Mainz aan het klooster van Haina (Kloster) verpand. Na de reformatie in 1555 kwam het kasteel weer in handen van de landgraaf en kwam onder het toezicht van een rentmeester.
Vanaf 1922 is het kasteel in gebruik als jeugdherberg en is daarmee de oudste jeugdherberg van Hessen. Voor dit doel is Burg Hessenstein verbouwd; enkel de façades van het hoofdgebouw en het poortgebouw bleven grotendeels intact.